# Marco Marcato
Marco Marcato (San Donà di Piave, 11 februari 1984) is een Italiaans voormalig wielrenner.

## Carrière
In 2008 maakte hij samen met de Sloveen Borut Božič de overstap van het Zwitserse Team LPR naar het Zweeds-Belgische Cycle Collstrop. Van 2009 tot 2013 was Marcato in dienst van Vacansoleil Pro Cycling Team. Daar stond Marcato bekend om zijn vele tweede plaatsen, waaronder die in Parijs-Tours in 2011. In 2012 nam Marcato sportieve revanche door in de sprint van Parijs-Tours de overige leden van de kopgroep Laurens de Vreese en Niki Terpstra te verslaan, vlak voor de solo aanstormende sprinter John Degenkolb en zo deze editie op zijn naam te schrijven. Door deze wedstrijd te winnen aan een gemiddelde snelheid van 48,629 km/u werd hij ook de nieuwe houder van de gele wimpel. Drie jaar later nam Matteo Trentin dat record van hem over. In 2014 reed Marcato voor het Italiaanse Cannondale Pro Cycling Team. Na zijn afscheid als profwielrenner maakt hij deel uit van de ploegleiding van UAE Team Emirates.

## Overwinningen
2005
2e etappe Ronde van Slovenië
2007
5e etappe Ronde van Ierland
2011
Ronde van de Vendée
2012
4e etappe Ster van Bessèges
Parijs-Tours

## Resultaten in voornaamste wedstrijden
| Jaar | Ronde van Italië | Ronde van Frankrijk | Ronde van Spanje |
| ---- | ---------------- | ------------------- | ---------------- |
| 2007 |                  |                     |                  |
| 2008 |                  |                     |                  |
| 2009 |                  |                     | opgave           |
| 2010 |                  |                     |                  |
| 2011 |                  | 89e                 |                  |
| 2012 |                  | 67e                 |                  |
| 2013 | 76e              |                     |                  |
| 2014 |                  | 80e                 |                  |
| 2015 |                  |                     |                  |
| 2016 |                  |                     |                  |
| 2017 | 113e             | 96e                 |                  |
| 2018 | 69e              | 126e                |                  |
| 2019 | 99e              |                     | opgave           |
| 2020 |                  | 111e                |                  |

| Jaar | Milaan-San Remo | Gent-Wevelgem | Ronde van Vlaanderen | Parijs-Roubaix | Amstel Gold Race | Luik-Bast.‑Luik | Ronde van Lombardije | Parijs-Tours | E3 Harelbeke | Eschborn-Frankfurt |  | WK op de weg |  | Wereldranglijsten |
| ---- | --------------- | ------------- | -------------------- | -------------- | ---------------- | --------------- | -------------------- | ------------ | ------------ | ------------------ |  | ------------ |  | ----------------- |
| 2007 | 133e            |               |                      |                |                  |                 | opgave               |              |              | 19e                |  |              |  |                   |
| 2008 |                 | 42e           | 38e                  | 90e            |                  | 132e            |                      | 138e         |              |                    |  |              |  |                   |
| 2009 |                 |               |                      |                | 65e              | 110e            |                      |              |              |                    |  |              |  | 114e (UWK)        |
| 2010 |                 | 18e           | 70e                  |                | 8e               |                 |                      | 86e          | 9e           | 4e                 |  |              |  | 121e (UWK)        |
| 2011 | 15e             | 40e           | 33e                  |                | 26e              | 61e             | 24e                  | ↑            |              | 6e                 |  |              |  | 42e (UWT)         |
| 2012 | 26e             | 7e            | 29e                  | 20e            | 80e              |                 | 35e                  | ↑            | 18e          | 15e                |  | 77e          |  | 95e (UWT)         |
| 2013 |                 |               |                      |                | 54e              | 114e            | 50e                  | 68e          |              |                    |  |              |  |                   |
| 2014 | 61e             |               |                      |                | 31e              | 71e             | 54e                  |              |              |                    |  |              |  | 169e (UWT)        |
| 2015 |                 | 27e           | 18e                  | 22e            | opgave           |                 |                      | 34e          | 15e          |                    |  |              |  |                   |
| 2016 |                 | opgave        | 24e                  | 32e            | opgave           |                 |                      | 160e         | 17e          |                    |  |              |  |                   |
| 2017 | 81e             | 25e           | 33e                  | 26e            | opgave           |                 |                      |              | 64e          |                    |  |              |  | 199e (UWT)        |
| 2018 |                 | 118e          | 49e                  | 18e            |                  |                 | opgave               |              | 89e          |                    |  |              |  | 220e (UWT)        |
| 2019 | 73e             | 61e           | 104e                 | opgave         |                  |                 | 95e                  |              |              |                    |  |              |  |                   |
| 2020 |                 | 95e           | 51e                  |                |                  |                 |                      |              |              |                    |  |              |  |                   |

## Ploegen
- 2005 –  Androni Giocattoli-3C Casalinghi
- 2006 –  Team 3C Casalinghi Jet Androni Giocattoli
- 2007 –  Team LPR
- 2008 –  Cycle Collstrop
- 2009 –  Vacansoleil Pro Cycling Team
- 2010 –  Vacansoleil Pro Cycling Team
- 2011 –  Vacansoleil-DCM Pro Cycling Team
- 2012 –  Vacansoleil-DCM Pro Cycling Team
- 2013 –  Vacansoleil-DCM Pro Cycling Team
- 2014 –  Cannondale
- 2015 –  Wanty-Groupe Gobert
- 2016 –  Wanty-Groupe Gobert
- 2017 –  UAE Team Emirates [a]
- 2018 –  UAE Team Emirates
- 2019 –  UAE Team Emirates
- 2020 –  UAE Team Emirates
- 2021 –  UAE Team Emirates

Wielerploegen van Marco Marcato
Bailetti ·
Bellin ·
Beuchat ·
Božič ·
Callegarin · 
Celli ·  
Chiarini ·
Dietziker · 
Ferrara ·
José Enrique Gutiérrez · 
José Ignacio Gutiérrez ·
Marcato ·
Marzoli · 
Maserati ·
Nardello · 
Proch ·
Rossi ·
Solari ·   
Tiberio ·
Traficante
Božič ·
Criel ·
Giling · 
Gołaś ·
Kolesnikov ·
Kopp ·
Lagoetin ·
Marcato ·
Persson ·
Pronk ·
Roedaskov · 
Selvaggi · 
Smith ·
Suray ·
Van Der Schueren ·
Vinther ·
Wesemann
van Amerongen ·
Božič ·
Carrara · 
Cooke · 
De Vocht · 
Gołaś (vanaf 01/08) · 
van Groen ·
Honig ·
Hoogerland ·
Lagoetin ·
Leukemans ·
Lhotellerie (tot 01/07) · 
Löwik ·
Marcato ·
Mol ·
Mortensen · 
Mouris ·
Poels ·
Pronk ·
Traksel · 
Veuchelen · 
Vierhouten ·
Westra ·
Berkhout (stagiair) ·
van Leijen (stagiair) · 
Ruijgh (stagiair) 
Božič ·
Carrara · 
B. Feillu · 
R. Feillu · 
Gardeyn ·
Gołaś · 
van Groen ·
Hoogerland ·
Lagoetin ·
van Leijen · 
Leukemans ·
Marcato ·
Mol ·
Mortensen · 
Mouris ·
Ongarato · 
Poels ·
Pronk (tot 25/04) ·
Riccò (vanaf 01/09) ·
Rossetto ·
Ruijgh ·
Traksel · 
Veuchelen · 
Westra ·
Ligthart (stagiair) ·
Stevens (stagiair) 
Anzà ·
Belkov ·
Božič ·
Carrara · 
De Gendt · 
Devolder · 
Feillu · 
Gardeyn ·
Gołaś · 
Hoogerland ·
Keizer ·
Lagoetin ·
van Leijen · 
Leukemans ·
Ligthart ·
Marcato ·
Mol ·
Mosquera · 
Mouris ·
Ongarato · 
Pavarin ·
Pidhorny ·
Poels ·
Riccò (tot 25/04) ·
Ruijgh ·
Selvaggi · 
Veuchelen · 
Westra ·
Lindeman (stagiair) ·
Markus (stagiair) · 
Wauters (stagiair) 
Boeckmans ·
Carrara · 
De Gendt · 
Denifl ·
Devolder · 
Feillu · 
Hoogerland ·
van Hummel ·
Keizer ·
Lagoetin ·
Larsson · 
Leukemans ·
Ligthart ·
Lindeman ·
Marcato ·
Marczyński ·
Markus ·
Mol · 
Morajko · 
Mortensen ·
Novikov ·
Pavarin ·
Poels ·
Ruijgh ·
Selvaggi · 
Valls · 
Van Impe ·
Veuchelen · 
Westra ·
Hamelink (stagiair) ·
Kreder (stagiair) · 
Lammertink (stagiair) · 
Wauters (stagiair)
Boeckmans ·
Bole ·
De Gendt ·  
Feillu · 
Flecha · 
Hoogerland ·
van Hummel ·
Keizer ·
Kreder ·
Lagoetin ·
Lammertink · 
Leukemans ·
Ligthart ·
Lindeman ·
Marcato ·
Marczyński ·
Markus ·
Mol · 
Novikov ·
Poels ·
B. van Poppel · 
D. van Poppel · 
Ruijgh ·
Rujano (tot 30/06) ·
Selvaggi · 
Valls · 
Veuchelen · 
Wauters ·
Westra
Basso · Bennett · Bettiol · Bodnar · Boivin · Caruso · De Marchi · Formolo · Gatto · King · Koch · Koren · Krizek · Longo Borghini · Marangoni · Marcato · Marino · Mohorič · Moser · Ratto · Sabatini · J. Sagan · P. Sagan · Salerno · Sarmiento · Villella · Viviani · Wurf
Antonini · Backaert · Baugnies · De Greef · De Troyer · Devriendt · Dron · Eijssen · Gasparotto · Ghyselinck · Jans · Leukemans · Marcato · Minnaard · Napolitano · Robert · Selvaggi · Seynaeve · Van Melsen · Vanlandschoot · Veuchelen · Barroso (stagiair) · Callebaut (stagiair) · Stenuit (stagiair)
Aït el Abdia · Atapuma · Bono · Consonni · Conti · Costa · Đurasek · Ferrari · Ganna · Guardini · Kump · Laengen · Marcato · Meintjes · Mirza · Modolo · Mohorič · Mori · Niemiec · Petilli · Polanc · Ravasi · Swift · Troia  · Ulissi · Zurlo · Lizde (stagiair) · Raboesjenka (stagiair) · Romano (stagiair)
Aït el Abdia · Aru · Atapuma · Bono · Bystrøm · Consonni · Conti · Costa · Đurasek · Ferrari · Ganna · Kristoff  · Laengen · Marcato · Martin · Mirza · Mori · Niemiec · Petilli · Polanc · Ravasi · Raboesjenka · Sutherland · Swift · Troia  · Ulissi
Aru · Bohli · Bystrøm · Consonni · Conti · Costa · Đurasek · Ferrari · Gaviria · Henao · Kristoff · Laengen · Marcato · Martin · Mirza · Molano · Mori · Muñoz · I. Oliveira · R. Oliveira · Petilli · Philipsen · Pogačar · Polanc · Ravasi · Raboesjenka · Sutherland · Troia  · Ulissi
Ardila · Aru · Bjerg · Bohli · Bystrøm · Conti · Costa · Covi · De la Cruz · Dombrowski · Formolo · Gaviria · Henao · Kristoff · Laengen · Marcato · McNulty · Mirza · Molano · Muñoz · I. Oliveira · R. Oliveira · Philipsen · Pogačar · Polanc · Ravasi · Raboesjenka · Richeze · Troia · Ulissi
Ardila · Ayuso (vanaf 15 juni) · Bjerg · Bystrøm · Conti · Costa · Covi · De la Cruz · Dombrowski · Fisher-Black (vanaf 14 juli) · Formolo · Gaviria · Gibbons · Hirschi · Kristoff · Laengen · Majka · Marcato · McNulty · Mirza · Molano · Muñoz · I. Oliveira · R. Oliveira · Pogačar · Polanc · Raboesjenka · Richeze · Trentin · Troia · Ulissi· Groß (stagiair)